# نیکش پاتل
نیکش پاتل (انگلیسی: Nikesh Patel؛ زادهٔ ۱۹۸۵) بازیگر اهل بریتانیا است. وی از سال ۲۰۱۲ میلادی تاکنون مشغول فعالیت بوده‌است. او هندی‌تبار است و والدینش هردو داروساز هستند.
از فیلم‌ها یا برنامه‌های تلویزیونی که وی در آن نقش داشته‌است، می‌توان به دکتر هو، آدمکشان میدسامر، منتقد، لندن سقوط کرده‌است و آرتمیس فاول اشاره کرد.